# Nargis Fakhri

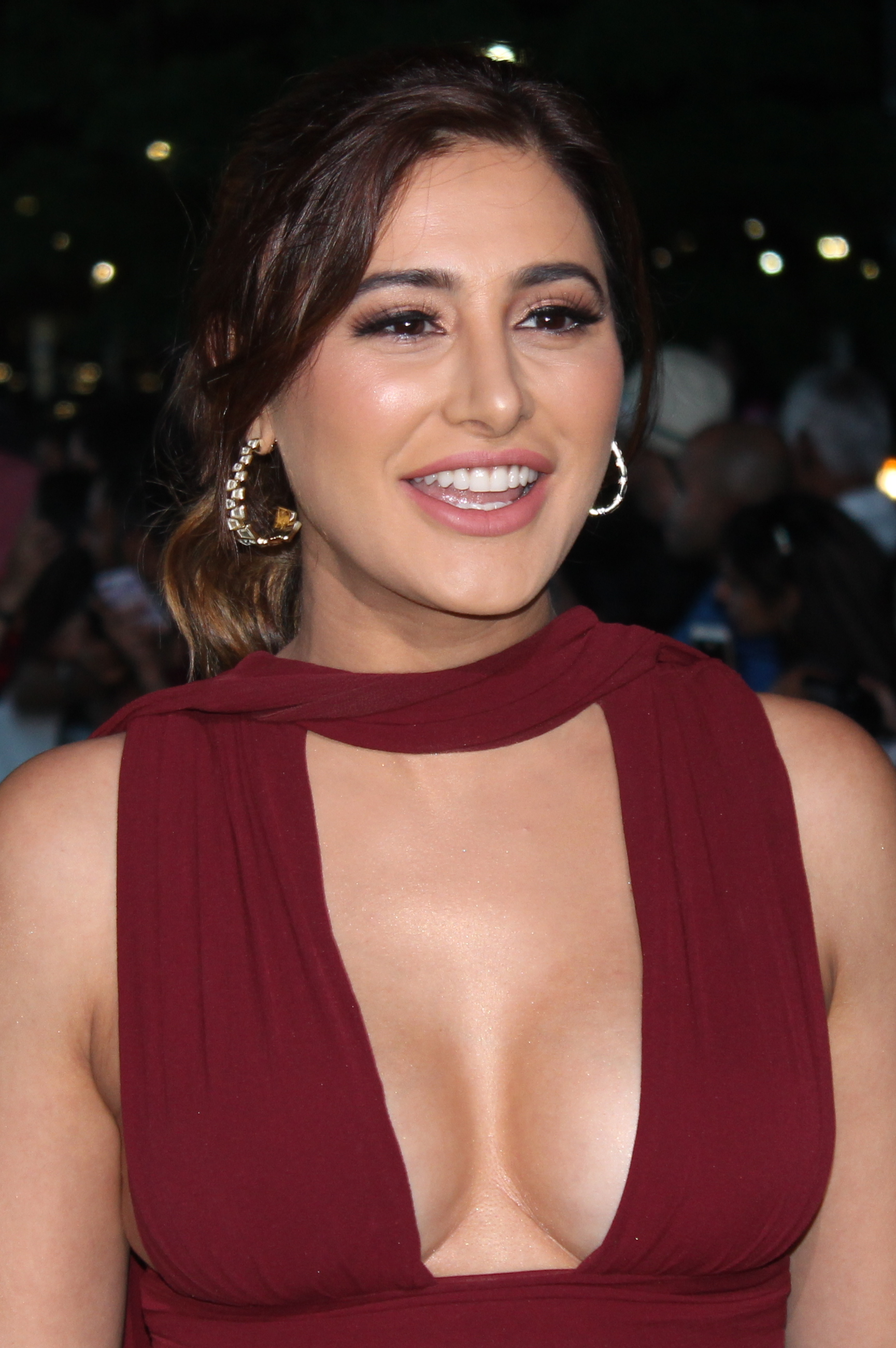
Nargis Fakhri

Nargis Fakhri (* 20. Oktober 1979 in Queens, New York) ist eine US-amerikanische Schauspielerin und Model, die in Bollywoodfilmen tätig ist. 2004 trat sie bei America’s Next Top Model auf und schaffte es bis zum Halbfinale. Nargis hatte ihr Debüt mit dem Film Rockstar (2011) an der Seite von Ranbir Kapoor.

## Leben
Nargis wurde als Tochter der tschechischen Mutter Marie Fakhri und des pakistanischen Vaters Mohammed Fakhri in Queens geboren. Ihre Eltern ließen sich scheiden, als sie sechs oder sieben Jahre alt war. Sie hat eine Schwester namens Aliya Fakhri.
Nargis hatte ihren ersten Erfolg mit dem Bollywoodfilm Rockstar im Jahre 2011 und gewann den Hottest Pair Award zusammen mit Ranbir Kapoor. Daraufhin folgten noch weitere Filme wie Madras Cafe (2013) mit John Abraham, ein Item-Song in dem Film Phata Poster Nikhla Hero (2013) mit Shahid Kapoor, Liebeschaos (2014) zusammen mit Varun Dhawan und Ileana D’Cruz. In Salman Khans erfolgreichem Film Kick (2014) hatte sie einen Tanzauftritt.

## Filmografie (Auswahl)
- 2011: Rockstar
- 2013: Madras Cafe
- 2013: Phata Poster Nikhla Hero (Gastauftritt im Song Dhating Naach)
- 2014: Liebeschaos (Main Tera Hero)
- 2014: Kick (Gastauftritt im Song Yaar Na Miley)
- 2015: Spy – Susan Cooper Undercover (Spy)
- 2016: Saahasam (Gastauftritt im Song Desi Girl)
- 2016: Azhar
- 2016: Housefull 3
- 2016: Dishoom
- 2016: Banjo
- 2018: Amavas
- 2018: 5 Weddings
- 2020: Torbaaz
- 2022: Shiv Shastri Balboa
- 2023: Tatlubaaz (Fernsehserie, 7 Episoden)
- 2025: Housefull 5

## Auszeichnungen (Auswahl)
IIFA Awards
- 2012: Hottest Pair – Rockstar (mit Ranbir Kapoor)